# 山岡道武
山岡 道武（やまおか みちたけ、1897年（明治30年）10月1日 - 1959年（昭和34年）12月25日）は、日本の陸軍軍人。最終階級は陸軍少将。

## 経歴
三重県出身。陸軍中佐・山岡金蔵の長男として生まれる。陸軍中央幼年学校予科、中央幼年学校本科を経て、1918年（大正7年）5月、陸軍士官学校（30期）を卒業。同年12月、歩兵少尉に任官し歩兵第15連隊付となる。1919年（大正8年）3月、第14師団司令部付に発令されシベリア出兵に出征した。1926年（大正15年）12月、陸軍大学校（38期）を優等で卒業した。
1927年（昭和2年）3月、歩兵大尉に昇進し歩兵第15連隊中隊長に就任。1928年（昭和3年）3月、参謀本部付勤務（ロシア班）となり、以後、参謀本部員、ソビエト連邦大使館付武官補佐官、陸軍歩兵学校教官、参謀本部員、関東軍参謀などを務め、1939年（昭和14年）3月、歩兵大佐に昇進し、同年4月、参謀本部ロシア課長に就任した。
1940年（昭和15年）3月、ソビエト連邦大使館付武官に転じ、歩兵学校研究部主事を経て、1943年（昭和18年）3月、陸軍少将に進み同校付となる。1944年（昭和19年）7月、東部軍司令部附、独立混成第65旅団長を経て、同年12月、第1軍参謀長に転じ日中戦争に出征。太原で終戦を迎えた。1948年（昭和23年）1月31日、公職追放仮指定を受けた。同年6月に復員した。

## 著作
- 『マレンコフの政権』大蔵出版、1953年。
- 『ソ連次はどう出る？ クレムリンの慧星』大蔵出版、1954年。

## 親族
- 弟 近藤毅夫（陸軍大佐）・山岡有武（陸軍中佐）[1]